# Ильинка (Бурятия)

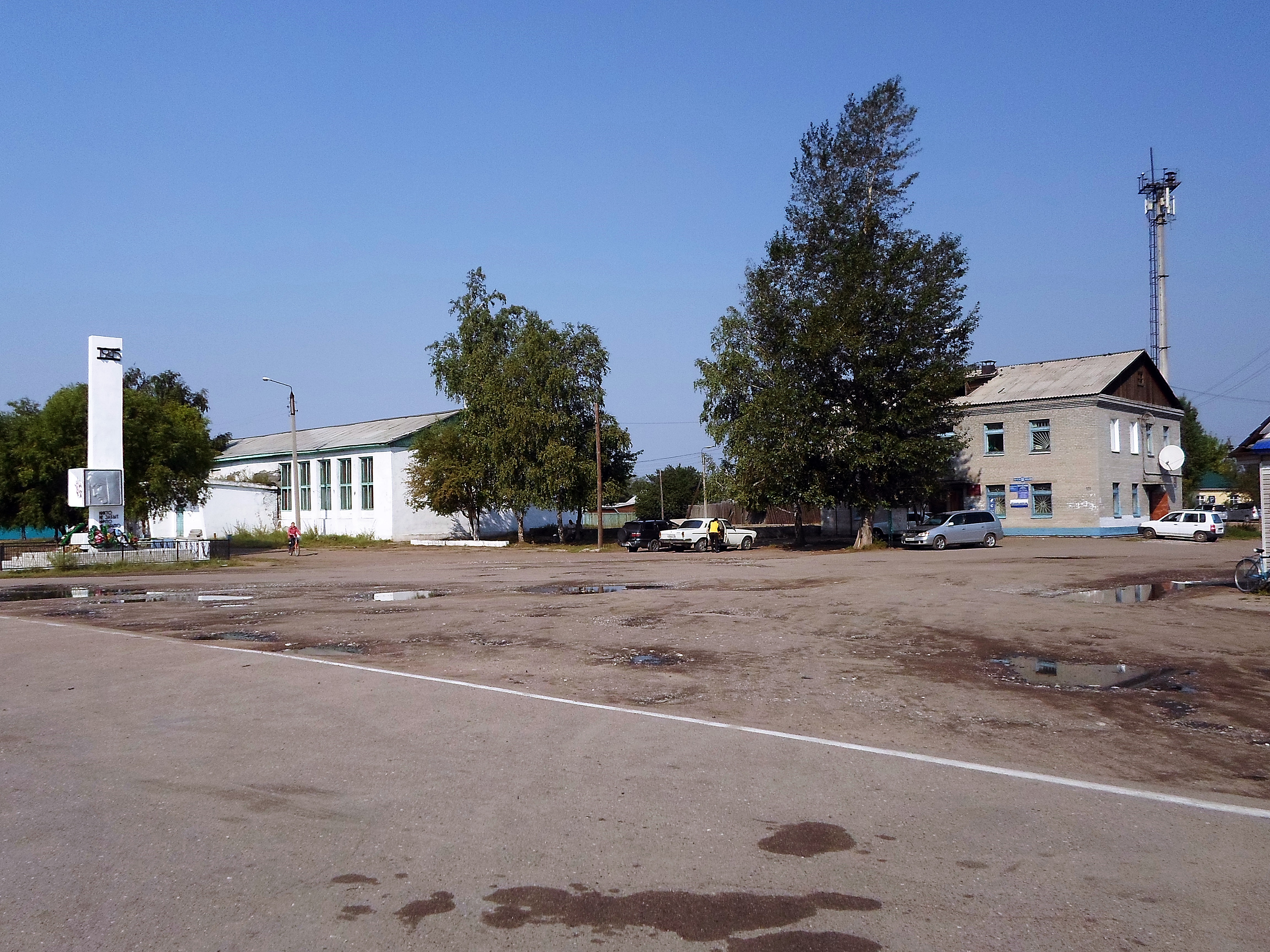
Мемориал Великой Отечественной войны. Справа — администрация сельского поселения

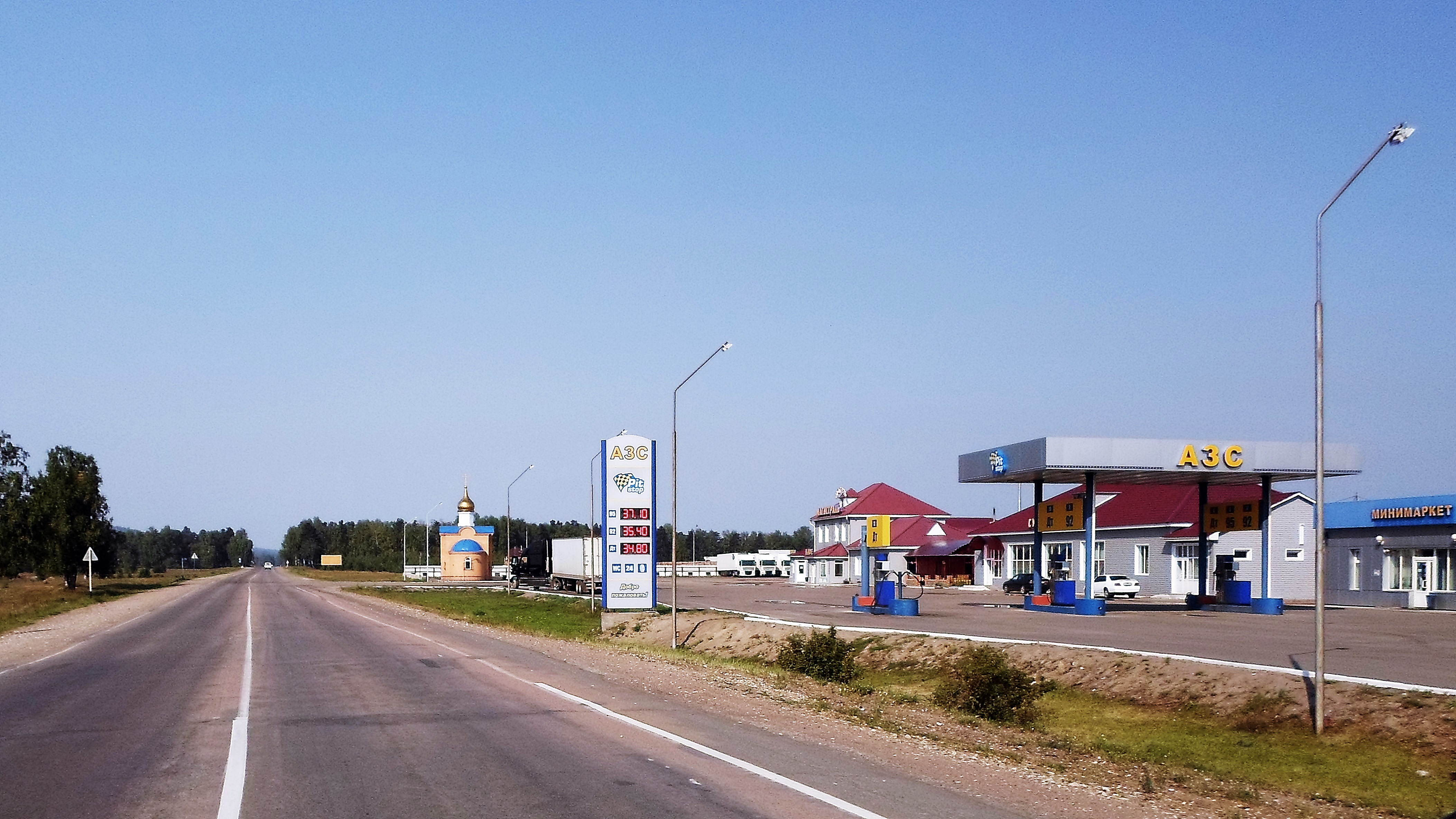
Западная часть села. Федеральная автомагистраль «Байкал». Часовня иконы Божией Матери «Одигитрия». Придорожный комплекс «Магистраль»

Ильи́нка — село (в 1974—2005 гг. — посёлок городского типа) в Прибайкальском районе Республики Бурятия. Административный центр сельского поселения «Ильинское».
Население — 4202 чел. (2021).

## География
Расположено на левом берегу реки Селенги на федеральной автомагистрали Р258 «Байкал», в 28 км к западу от районного центра, села Турунтаево, в 55 км северо-западнее Улан-Удэ. К юго-западу от села в непосредственной близости находится железнодорожный разъезд Лесовозный на Транссибирской магистрали с одноимённой остановочной платформой ВСЖД (5590 км). На восточной окраине села расположена платформа Ильинка (5594 км) .

## История
Ильинская слобода возникла на месте Ильинского острога на пересечении водного пути по реке Селенге и Сибирского тракта.
В 1735 году Г. Ф. Миллер насчитал на месте бывшего Ильинского острога 75 дворов. В 1775 году в Ильинской слободе проживали 62 разночинца и дворянина, 623 посадских, 594 приписных крестьянина. Основные занятия населения — сельское хозяйство, рыбные промыслы, подряды по доставке грузов. Из села вышло несколько забайкальских купеческих династий: Бурдуковы, Кандаковы, Мордовских, Налетовы, Реутовы, Цивилёвы, Труневы.
В XVII веке главными земледельческими районами Забайкалья становится Кударинская степь и район Ильинской слободы.
П. А. Кропоткин, посетивший село Ильинское в январе 1863 года, писал:
Но стоит войти во двор богатого хозяина, чтобы догадаться о причине этого благосостояния. Непременно во дворе вы увидите огромное количество телег. Телеги эти двухколесные, особого фасона, единственные употребляемые в Забайкалье. Их число обличает преобладающее занятие жителей. Извозничество развито здесь в огромных размерах. Ходят в Читу, отвозя десятки тысяч пудов хлеба для амурского сплава, ходят в Кяхту и перевозят все чай из Кяхты до Байкала.
1 января 1896 года открылась Ильинская церковно-приходская школа.
В 1920 году в Ильинке базировался Гидроавиационный боевой отряд (гидропланы типа М-9) из Сибирской военной речной флотилии.
В 1925 году в селе была открыта лесопилка, на основе которой в феврале 1928 года создан Селенгинский лесопильный завод (шпалозавод), который позднее вырос в Селенгинскую лесоперевалочную базу.
23 сентября 1928 года начались работы по электрификации села. Электроэнергию подавал Селенгинский лесопильный завод
В апреле 1929 года в селе была создана коммуна им. В. И. Ленина, просуществовшая до 1932 года. Вместо неё была создана коммуна, позднее колхоз «Красный партизан».
Указом Президиума Верховного совета Бурятской АССР от 13 ноября 1974 года Ильинка была отнесена к категории рабочих посёлков.
С 2005 года — село.

## Население
| 1979 | 1989  | 2010  | 2021  |
| ---- | ----- | ----- | ----- |
| 4093 | ↗4237 | ↘4203 | ↘4202 |

## Инфраструктура
Средняя общеобразовательная школа, санаторная школа-интернат, детский сад, Дом культуры, сельская и детская библиотеки, участковая больница, администрация сельского поселения.

## Курорт Ильинка
Рядом с селом, на берегу Селенги, находится термальный источник Питателевский, на основе которого был создан курорт, до 1925 года находившийся в распоряжении Иркутского госуниверситета. 20 апреля 1927 года Постановлением № 12 Совет Народных Комиссаров Бурят-Монгольской АССР установил границы горно-санитарной охраны курорта «Ильинка».
На западной окраине села находится Ильинский детский туберкулёзный санаторий, основанный в конце 1939 года.

## Религия

### Богоявленская церковь
Деревянная церковь с двумя приделами в честь Богоявления Господня и пророка Илии была построена в Ильинке в 1689 году. До 1758 года здесь находился благочинный Селенгинского дистрикта.
В 1802 году храм сгорел и с 1803 по 1806 год была возведена каменная церковь с нижним приделом в честь Богоявления Господня. Верхний придел во имя пророка Илии с колокольней построен и освящён в 1824 году. При храме действовала приходская одноклассная школа.
В эти же годы на горе в двух верстах к югу от села была явлена Святая икона главы Иоанна Предтечи и в честь этого события 25 мая был учреждён приходской праздник с крестным ходом на Иоаннову гору.
В 1930-е годы Богоявленскую церковь закрыли, в здании храма последовательно располагались школа, мастерские, гостиница.
В постсоветское время в 1994 году зарегистрирован приход Бурятского благочиния Забайкальской епархии РПЦ. Началось возрождение храма. В ноябре 2013 года церковь принимала мощи святой Матроны Московской и святителя Луки Крымского.
Богоявленская церковь — памятник русской архитектуры начала XIX века в Прибайкалье.

### Одигитриевская часовня
В ноябре 2014 года у федеральной автомагистрали Р258 «Байкал» был освящён храм-часовня во имя иконы Божией Матери «Одигитрия».

## Родились в Ильинке
- Перов, Георгий Артамонович — инженер-полковник, участник Великой Отечественной войны, Лауреат Сталинской премии 1952 года.
- Софроний — епископ Селенгинский. (Имя при рождении — Сергий Прокопиевич Старков).[21].

## Учились в школе Ильинки
- Пахомов, Александр Иванович — московский поэт, писатель[источник не указан 51 день][значимость факта?].